# الاعتصام (كتاب)
كتاب الاعتصام في أهل البدع والضلالات ألفه الحافظ إبراهيم بن موسى الشاطبي (ت : 790 هـ - 1388م) يعرج المؤلف في كتابه معنى البدعة وذم البدع وسوء منقلب أهلها وانواعها وأحكامها والفرق بينها وبين المصالح المرسله وغير ذلك من مسائل تتعلق بالبدعة وأهلها، والكتاب فيه من الإطالة والاستطرادات ما يشرد به ذهن القارئ ويتشتت، فقد أكثر المؤلف فيه من الاستشهاد بالآيات والأحاديث والاثار الصحيح منها والضعيف والأقوال والقصص والاخبار والأمثلة والتفريعات 
يقول الحافظ إبراهيم بن موسى الشاطبي في نهاية مقدمة الكتاب :
| الاعتصام (كتاب) | فقد تلخص مما تقدم أن مطالبة المخالف بالموافقة جارٍ مع الأزمان لا يختص بزمان دون زمان، فمن وافق فهو عند المطالب المصيب على أي حال كان، ومن خالف فهو المخطيء المصاب، ومن وافق فهو المحمود السعيد، ومن خالف فهو المذموم المطرود، ومن وافق فقد سلك سبيل الهداية، ومن خالف فقد تاه في طرق الضلالة والغواية | الاعتصام (كتاب) |

| الاعتصام (كتاب) | ثم إني أخذت في ذلك مع بعض الأخوان الذين أحللتهم من قلبي محل السويداء وقاموا لي في عامة أدواء نفسي مقام الدواء ، فرأوا أنه من العمل الذي لا شبهة في طلب الشرع نشره ، ولا إشكال في أنه بحسب الوقت من أوجب الواجبات ، فاستخرت الله تعالى في وضع كتاب يشتمل على بيان البدع وأحكامها وما يتعلق بها من المسائل أصولاً وفروعاً وسميته بـ الإعتصام . والله أسأل أن يجعله عملاً خالصاً ، ويجعل ظل الفائدة به ممدوداً لا قالصاً ، والأجر على العناء فيه كاملاً لا ناقصاً ، ولا حول ولا قوة إلا بالله العلي العظيم. | الاعتصام (كتاب) |

## العقبات التي واجهت الشاطبي
ذكر الشاطبي في مقدمة الاعتصام ما لقيه من الناس بعد أن رأى أولوية متابعة السنة على متابعة عادات الناس:
| الاعتصام (كتاب) | فتردد النظر بين أن أتبع السنة على شرط مخالفة ما اعتاد الناس؛ فلا بد من حصول نحو مما حصل لمخالفي العوائد، ولا سيما إذا ادعى أهلها أن ما هم عليه هو السنة لا سواها إلا أن في ذلك العبء الثقيل ما فيه من الأجر الجزيل - وبين أن أتبعهم على شرط مخالفة السنة والسلف الصالح، فأدخل تحت ترجمة الضلال عائذاً بالله من ذلك، إلا أني أوافق المعتاد، وأعد من المؤالفين، لا من المخالفين، فرأيت أن الهلاك في أتباع السنة هو النجاة ، وأن الناس لن يغنوا عني من الله شيئاً ، فأخذت في ذلك على حكم التدريج في بعض الأمور ، فقامت علي القيامة ، وتواترت علي الملامة ، وفوق إلي العتاب سهامه ، ونسبت إلى البدعة والضلالة ، وأنزلت منزلة أهل الغباوة والجهالة ، وإني لو التمست لتلك المحدثات مخرجاً لوجدت ، غير أن ضيق العطن ، والبعد عن أهل الفطن ، رقى بي مرتقى صعباً وضيق علي مجالاً رحباً ، وهو كلام يشير بظاهره إلى أن اتباع المتشابهات ، لموافقات العادات ، أولى من اتباع الواضحات ، وإن خالفت السلف الأول. وربما ألموا في تقبيح ما وجهت إليه وجهتي بما تشمئز منه القلوب ، أو خرجوا بالنسبة إلى بعض الفرق الخارجة عن السنة شهادة ستكتب ويسألون عنها يوم القيامة، فتارةً نسبت إلى القول بأن الدعاء لا ينفع ولا فائدة فيه كما يعزى إلى بعض الناس ، بسبب أني لم ألتزم الدعاء بهيئة الاجتماع في أدبار الصلاة حالة الإمامة. وسيأتي ما في ذلك من المخالفة للسنة وللسلف الصالح والعلماء. وتارةً نسبت إلى الرفض وبغض الصحابة رضي الله عنهم ، بسبب أني لم ألتزم ذكر الخلفاء الراشدين منهم في الخطبة على الخصوص ، إذ لم يكن ذلك من شأن السلف في خطبهم ، ولا ذكره أحد من العلماء المعتبرين في أجزاء الخطب . وقد سئل ( أصبغ ) عن دعاء الخطيب للخلفاء المتقدمين فقال : هو بدعة ولا ينبغي العمل به ، وأحسنه أن يدعو للمسلمين عامة . قيل له : فدعاؤه للغزاة والمرابطين ؟ قال : ما أرى به بأساً عند الحاجة إليه ، وأما أن يكون شيئاً يصمد له في خطبته دائماً فإني أكره ذلك . ونص أيضاً عز الدين بن عبد السلام : على أن الدعاء للخلفاء في الخطبة بدعة غير محبوبة . وتارةً أضيف إلي القول بجواز القيام على الأئمة ، وما أضافوه إلا من عدم ذكري لهم في الخطبة ، وذكرهم فيه محدث لم يكن عليه من تقدم . وتارة أحمل على التزام الحرج والتنطع في الدين ، وإنما حملهم على ذلك أني التزمت في التكليف والفتيا الحمل على مشهور المذهب الملتزم لا أتعداه ، وهم يتعدونه ويفتون بما يسهل على السائل ويوافق هواه ، وإن كان شاذاً في المذهب الملتزم أو في غيره وأئمة أهل العلم على خلاف ذلك وللمسألة بسط في كتاب الموافقات . وتارةً نسبت إلى معاداة أولياء الله ، وسبب ذلك أني عاديت بعض الفقراء المبتدعين المخالفين للسنة المنتصبين بزعمهم لهداية الخلق ، وتكلمت للجمهور على جملة من أحوال هؤلاء الذين نسبوا إلى الصوفية ولم يتشبهوا بهم . وتارةً نسبت إلى مخالفة السنة والجماعة ، بناءً منهم على أن الجماعة التي أمر بأتباعها وهي الناجية ما عليه العموم ، ولم يعلموا أن الجماعة ما كان عليه النبي صلى الله عليه وسلم وأصحابه والتابعون لهم بإحسان . وسيأتي بيان ذلك بحول الله ، وكذبوا علي في جميع ذلك ، أو وهموا ، والحمد لله على كل حال. | الاعتصام (كتاب) |

## أبواب وفصول الكتاب
يتوفر النص الكامل لكتاب الاعتصام على ويكي مصدر وفيما يلي توزيع أبوابه وفصوله
- خطبة الكتاب
- في معنى قول ﷺ بدئ الإسلام غريباً
- الباب الأول في تعريف البدع وبيان معناها وما اشتق منه لفظاً
- فصل في الحد
- الباب الثاني في ذم البدع وسوء منقلب أصحابها
- فصل في النقل الوجه الأول
- فصل الوجه الثاني من النقل
- فصل الوجه الثالث من النقل
- فصل الوجه الرابع من النقل
- فصل الوجه الخامس من النقل
- فصل الوجه السادس من النقل
- فصل:الوجه السادس من النقل
- فصل وبقي مما هو محتاج إلى ذكره في هذا الموضع
- الباب الثالث
- فصل لا يخلو المنسوب إلى البدعة أن يكون مجتهداً أو مقلداً
- فصل ولنزد هذا الموضع شيئاً من البيان
- فصل إذا ثبت أن المبتدع آثم
- فصل فإن قيل : كيف هذا وقد ثبت في الشريعة
- فصل ومما يورد في هذا الموضع
- فصل وأما ما قاله عز الدين
- فصل ومما يتعلق به بعض المتكلفين
- الباب الرابع في مأخذ أهل البدع بالاستدلال
- فصل إذا ثبت هذا رجعنا منه إلى معنى آخر
- فصل ومنها ضد هذا وهو ردهم للأحاديث التي جرت غير موافقة لأغراضهم
- فصل تخرصهم على الكلام في القرآن والسنة
- فصل ومنها : انحرافهم عن الأصول الواضحة
- فصل وعند ذلك نقول
- فصل ومنها : تحريف الأدلة عن مواضعها
- فصل ومنها : بناء طائفة منهم الظواهر الشرعية على تأويلات لا تعقل
- فصل ومنها : رأى قوم التغالي في تعظيم شيوخهم
- فصل وأضعف هؤلاء احتجاجاً قوم استندوا في أخذ الأعمال إلى المقامات
- فصل وقد رأينا أن تختم الكلام في الباب بفصل جمع جملة من الاستدلالات المتقدمة
- الباب الخامس: في أحكام البدع الحقيقية والإضافية والفرق بينهما
- فصل من فصول البدع الإضافية قال الله سبحانه في شأن عيسى عليه السلام ومن اتبعه : وجعلنا في قلوب الذين اتبعوه رأفة إلى آخر الآية
- والدليل على صحة الأخذ بالرفق
- فصل فأما إن التزم ذلك أحد التزاما
- فصل الإشكال الأول : أن ما تقدم في الآية
- فصل لكن يبقى النظر في تعليل النهي
- فصل إذا ثبت ما تقدم ورد الإشكال الثاني
- فصل قال الله تعالى : يا أيها الذين آمنوا لا تحرموا طيبات ما أحل الله لكم إلى آخر الآيتين
- فصل ويتعلق بهذا الموضع مسائل إحداها أن تحريم الحلال
- فصل المسألة الثانية : أن الآية التي نحن بصددها
- فصل والمسألة الثالثة : أن هذه الآية يشكل معناها
- فصل والمسألة الرابعة أن نقول : مما يسأل عنه
- فصل إذا ثبت هذا، فكل من عمل على هذا ......
- فصل ثبت بمضمون هذه الفصول المتقدمة آنفاً أن الحرج منفي عن الدين جملة وتفصيلاً
- فصل قد يكون أصل العمل مشروعاً ولكنه يصير جارياً مجرى البدعة من باب الذرائع
- فصل من تمام ما قبله، وذلك أنه وقعت نازلة
- فصل ثم أتى بمأخذ آخر من الاستدلال
- فصل ثم استدل المستنصر بالقياس
- فصل ثم استدل على جواز الدعاء أثر الصلوات
- فصل ويمكن أن يدخل في البدع الإضافية كل عمل اشتبه أمره فلم يتبين أهو بدعة
- فصل ومن البدع الإضافية التي تقرب من الحقيقية أن يكون أصل العبادة مشروعاً
- فصل فإن قيل فالبدع الإضافية هل يعتد بها
- فصل فهذه أربعة أقسام الخ ـ فأما القسم الأول : وهو أن تنفرد البدعة عن العمل
- فصل وأما القسم الثاني : وهو أن يصير العمل أو غيره كالوصف للعمل المشروع
- فصل وأما القسم الثالث : وهو أن يصير الوصف عرضة
- الباب السادس . في أحكام البدع وأنها ليست على رتبة واحدة
- فصل وإذا كان كذلك : فالبدع من جملة المعاصي
- فصل ومثال ما يقع في النفس ما ذكر في نحل الهند في تعذيبها أنفسها
- فصل ومثال ما يقع في النسل ما ذكر من أنكحة الجاهلية
- فصل ومثال ما يقع في العقل، أن حكم الله على العباد لا يكون إلا بما شرع
- فصل ومثال ما يقع في المال، أن الكفار قالوا : إنما البيع مثل الربا
- فصل إذا تقرر أن البدع ليست في الذم ولا في النهي على رتبة واحدة
- والجواب : أن عموم لفظ الضلالة لكل بدعة
- فصل إذا ثبت هذا انتقلنا منه إلى معنى آخر : وهو أن المحرم ينقسم في الشرع إلى ما هو صغيرة وإلى ما هو كبيرة
- فصل وإذا قلنا : إن من البدع ما يكون صغيرة
- الباب السابع: في الابتداع . هل يدخل في الأمور العادية أم يختص بالأمور العبادية؟
- فصل أفعال المكلفين بحسب النظر الشرعي فيها على ضربين
- فصل فإن قيل : أما الابتداع، بمعنى أنه نوع من التشريع
- وإذا تقرر هذا فالبدعة تنشأ عن أربعة أوجه
- الباب الثامن: في الفرق بين البدع والمصالح المرسلة والإستحسان
- المثال الثاني :اتفاق أًصحاب رسول الله ﷺ على حد شارب الخمر
- المثال الثالث : إن الخلفاء الراشدين قضوا بتضمين الصناع
- المثال الرابع :أن العلماء اختلفوا في الضرب بآلتهم
- المثال الخامس : إنا إذا قررنا إماماً مطاعاً مفتقراً إلى تكثير الجنود
- المثال السادس :أن الإمام لو أراد أن يعاقب بأخذ المال
- المثال السابع : أنه إذا طبق الحرام الأرض
- المثال الثامن : أنه يجوز قتل الجماعة بالواحد
- المثال التاسع : أن العلماء نقلوا الإتفاق على أن الإمامة الكبرى لا تنعقدإلا لمن نال رتبة الاجتهاد
- المثال العاشر : أن الغزالي قال ببيعة المفضول مع وجود الأفضل
- فصل فهذه أمثلة عشرة توضح لك الوجه العملي في المصالح المرسلة
- فصل :وأما الإستحسان فلأن لأهل البدع أيضاً تعلقاً به
- فصل : فإذا تقرر هذا فلنرجع إلى ما احتجوا به
- فصل : فإن قيل : أفليس في الأحاديث
- فصل ثم يبقى في هذا الفصل الذي فرغنا منه إشكال
- الباب التاسع . في السبب الذي لأجله افترقت فرق المبتدعة عن جماعة المسلمين
- للاختلاف سببان : كسبي، وغير كسبي
- آية ولو شاء ربك لجعل الناس أمة واحدة وتفسيرها
- فصل أحدها : الاختلاف في أصل النحلة
- والثاني من أسباب الخلاف إتباع الهوى
- فصل هذه الأسباب الثلاثة راجعة في التحصيل إلى وجه واحد
- فصل حديث تفرق الأمة
- المسالة الأولى في حقيقة هذا الافتراق
- والعلامة التفصيلية
- حال الصحابة وكون الإمام المتبع القرآن
- الكتاب والسنة هما الصراط المستقيم وغيرهما تابع لهما
- إدعاء كل من رضي بلقب الإسلام أنه من الفرقة الناجية
- تنازع الفرق وتعبير كل منها عن نفسها
- الثاني أنها جماعة أئمة العلماء المجتهدين
- الثالث أن الجماعة هي الصحابة رضي الله عنهم على الخصوص
- الرابع أن الجماعة هي جماعة أهل الإسلام
- الخامس ما اختاره الطبري الإمام من أن الجماعة جماعة المسلمين إذا اجتمعوا على أمير
- حديث ليس عام إلا والذي بعد شر منه وما معناه
- ذهاب العلماء وقيام الجهال مقامهم في الإفتاء
- مخالفة الأصول في الإفتاء قسمان أحدهما مخالفة أصل من غير استمساك بأصل آخر
- الثاني أن يخالف الأصل بنوع من التأويل
- الباب العاشر: في بيان معنى الصراط المستقيم الذي انحرفت عنه سبل أهل الابتداع فضلت عن الهدى بعد البيان هذا وجه أول
- الثاني قول من زعم أنه يجوز للرجل نكاح تسع
- الثالث قول من زعم أن المحرم من الخنزير إنما هو اللحم
- الرابع قول من قال : أن كل شيء فان حتى ذات الباري ما عدا الوجه
- الخامس قول من زعم أن لله جنباً
- السادس قول من قال في قوله ﷺ لا تسبوا الدهر .أن فيه مذهب الدهرية
- النوع الثاني الجهل بالمقاصدأن الله تعالى أنزل الشريعة فيها تبيان كل شيء
- فإذا تقرر هذا فعلى الناظر في الشريعة بحسب هذه المقدمة أمران أحدهما : أن ينظر إليها بعين الكمال
- و الثاني أن يوقن أنه لا تضاد بين آيات القرآن
- عشرة أمثلة امن اختلفت عليهم الآيات والأحاديث فظنوا أن في الشريعة تناقضاً أحدها تناقض آية فأقبل بعضهم على بعض مع آية فإذا نفخ في الصور
- والثاني تناقض آية فيومئذ لا يسأل عن ذنبه إنس ولا جان مع آية وليسئلن يومئذ عما كانوا
- والثالث تناقض الآيات في مدة خلق السموات والأرض
- و الرابع مخالفة آية وإذ أخذ ربك من بني آدم الحديث أن الله خلق آدم
- مخالفة القضاء لحكم القرآن بالجلد
- و السادس لزوم تجزئة حد الرجم بحق الإماء
- منع نكاح المرأة على عمتها وخالتها وكون ما يحرم بالرضاع يحرم بالنسب مع عدم ذكره في القرآن في محرمات النكاح
- و الثامن تناقض حديث صلة الرحم تزيد من العمر مع آية فإذا جاء أجلهم لا يستأخرون ساعة ولا يستقدمون
- و العاشر تدافع حديث توضئته ﷺ وهو جنب لأجل النوم وحديث نومه وهو جنب
- فصل النوع الثالث أي من مناشئ الابتداع وهو تحسين الظن بالعقل أن الله جعل للعقول في إدراكها حداً
- انقسام المعلومات إلى ضروري ونظري وواسطة بينهما ومكان الشرع منها ووجه توقفه على الأخبار
- ووجه آخر :هو أن العقل لما ثبت أنه قاصر
- ووجه ثالث انقسام العلم إلى البديهي والضروري وغيره
- بحث خوارق العادات وإنكار المصرين على العادات لها
- مناظرة شعيب بن أبي سعيد لراهب في الشام
- حكمة ربط الأسباب بالمسببات وحكمة خرق العوائد
- إيضاح مطلب تحكيم العقل في الشرع بعشرة أمثلة
- الأول والثاني مسألتا الصراط والميزان
- والثالث مسألة عذاب القبر
- والرابع مسألة سؤال الملكين للميت
- والخامس مسألة تطاير الصحف والسادس إنطاق الجوارح والسابع رؤية الله في الآخرة
- والثامن كلام الباري والتاسع إثبات الصفات
- والعاشر تحكيم العقل على الله تعالى وبيان فساد ذلك وكون الله تعالى له الحجة البالغة والمشيئة المطلقة
- السلف ـ آثارهم في عدم تحكيم عقولهم في صفات الله وعقائد دينه
- فصل النوع الرابع أي من مناشئ الابتداع وهو إتباع الهوى
- تفضيل علوم الشريعة على سائر العلوم
- المكلف بأمور الشريعة لا يخلو من أحد أمور ثلاثة أحدها أن يكون مجتهداً فيها حكمه ما أداه إليه اجتهاده
- الثاني أن يكون مقلداً صرفاً
- الثالث أن يكون غير بالغ مبلغ المجتهدين
- اجتهاد العامي في اختيار من يقلد
- أمر مالك والشافعي بالاتباع دون تقليدهما
- عشرة أمثلة لاتباع الهوى والتقليد أحدها : قول من جعل إتباع الآباء في أصل الدين هو الرجوع إليه
- والثاني رأي الإمامية والثالث مذهب الفرقة المهدوية والرابع رأي بعض المقلدة لمذهب إمام
- والخامس : رأي نابتة متأخرة الزمان من المتصوفة
- والسادس : رأي نابتة في هذه الأزمنة أعرضوا عن النظر
- والسابع رأي نابتة أن ما عليه الجمهور اليوم صحيح بإطلاق كإلزام الدعاء بالاجتماع عقب الصلوات
- والثامن رأي قوم ممن تقدم زمان المصنف ومن أهله اتخذوا الرجال ذريعة لأهوائهم
- والتاسع ما حكى الله عن الأحبار والرهبان في قوله اتخذوا أحبارهم ورهبانهم أربابا أي العمل بأقوالهم في الحلال والحرام
- العاشر رأي أهل التحسين والتقبيح العقليين
- مذهب الصحابة في الإتباع وتحكيمه في النزاع وشواهد ذلك
- التنازع على الإمارة وقتال مانعي الزكاة
- بعث أسامة
- قول عمر في الثلاث الهادمات الدين
- نصيحة علي لكميل بن زياد
- ترجمة البخاري لباب العمل بالشورى
- فصل إذا ثبت أن الحق هو المعتبر دون الرجال

## طبعات كتاب الاعتصام ومختصراته
اختصر كتاب الاعتصام الشيخ علوي السقاف فبلغ المختصر ربع حجم الكتاب الإصلي وصدر في 1997 م 
وقدأورد فيها سردًا لأهم طبعات الاعتصام ومختصراته
- طبعة الشيخ محمد رشيد رضا 1332 هـ اعتمادًا على مخطوط للكتاب بالخط المغربي (الخط المغربي خط عربي يختلف بطريقة نقط الحروف فتكون القاف عليها نقطة واحدة مثلًا) ويرى السقاف أن كل الطبعات اللاحقة اعتمدت على هذه النسخة
- طبعة دار بن عفان بالسعودية 1412 هـ
- طبعة دار الخاني بالسعودية 1416 هـ
- طبعة دار الكتاب العربي ببيروت 1417 هـ
- بدر التمام في اختصار الاعتصام دار الحنان 1411 هـ
- المختصر المسمى: طريق الوصول إلى إبطال البدع بعلم الأصول 1340 هـ

## وصلات خارجية
- تحميل كتاب الاعتصام : الكتب الإسلامية
- تحميل كتاب الاعتصام : مكتبة مشكاة الإسلامية